# Finn Poulsen (direktør)
 For alternative betydninger, se Finn Poulsen. (Se også artikler, som begynder med Finn Poulsen)
Finn Poulsen (født 19. juni 1961) er en dansk erhvervsmand og politiker fra Det Konservative Folkeparti. Han var 1. næstformand i partiet da Lene Espersen trak sig som formand i januar 2011. Derfor blev han partiets midlertidige formand. Han ønskede dog ikke at være formand gennem længere tid, og derfor blev Lars Barfoed valgt som ny formand på et ekstraordinært landsråd i marts 2011.
Poulsen var fra 1984 til 2001 direktør i modekoncernen Bestseller og har siden 2001 været partner og administrerende direktør i Bestseller Retail Europe som ejer over 700 Only-butikker i Europa. Han er også chef brandet Only i Bestseller.